# Andy Fraser
Pour les articles homonymes, voir Fraser.
Andrew McLan "Andy" Fraser, né le 3 juillet 1952 à Paddington (Londres, Royaume-Uni) et mort le 16 mars 2015 à Temecula (Californie, États-Unis), est un musicien britannique,. Bassiste de rock, il est reconnu pour son jeu au style très aérien.
Il a notamment écrit et composé la chanson Every Kinda People, chantée par Robert Palmer, que l'on retrouve sur l'album Double Fun (1978) de ce dernier et qui sera un grand succès.

## Bluesbreakers
Cette section a été traduite de l'article anglophone Wikipedia consacré à Andy Fraser.
Il commence à jouer le piano à l'âge de cinq ans, prenant des cours classiques jusqu'à l'âge de douze ans alors qu'il est passé à la guitare. À treize ans, il joue déjà dans des clubs de l'East End, puis après avoir été mis à la porte de son école à 15 ans, il s'inscrit au F. E. College à Hammersmith. Et là il fait la rencontre d'une étudiante Sappho Korner, qui lui présente son père Alexis Korner qui jouera un rôle prédominant pour la suite de sa carrière de musicien. Par la suite, il reçoit un appel de John Mayall qui se cherche un bassiste pour son groupe The Bluesbreakers, sur une suggestion de Korner et même si son poste ne sera que de courte durée, cette expérience fera bonne impression sur sa carte de visite.

## La période Free

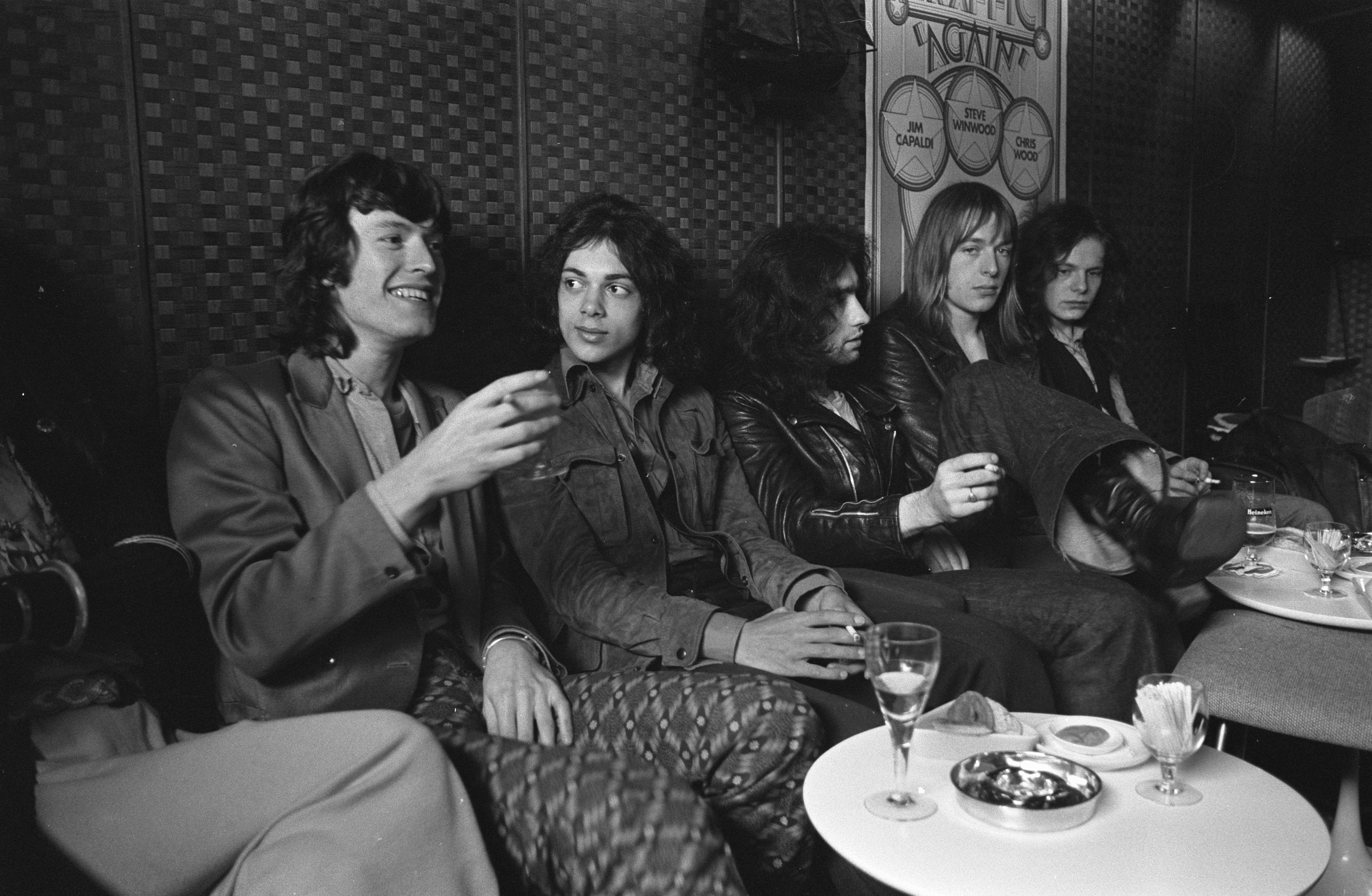
Andy Fraser et Le reste de free (Stevie Winwood, Andy Fraser, Paul Rodgers, Simon Kirke, Paul Kossoff)

Il commence sa carrière au sein du groupe Free, en 1968, peu de temps après. Il est reconnu pour avoir enregistré un des premiers et des plus fameux solos de basse de l'histoire du rock, sur la chanson Mr Big, contenue sur l'album Fire and Water paru en 1970. Il forma avec Paul Rodgers, le chanteur du groupe, un duo de compositeurs de premier plan entre 1968 et 1972. Cependant, à la suite de l'échec commercial de Highway, le quatrième album du groupe fin 1970, Free se sépara et Fraser créa le groupe Toby, en compagnie du guitariste Adrian Fisher et du batteur Stan Speake. Ils enregistrèrent quelques chansons ensemble mais aucun album ne fut commercialisé.
Free se reforma à la fin de l'année 1971 et sorti un nouvel album en 1972 : Free at Last. Cependant le malaise persistant au sein du groupe, notamment à cause des relations tendues entre Andy et Paul Rodgers ainsi que la dépendance à la drogue du guitariste Paul Kossoff, amena Fraser à quitter définitivement le groupe en juin 1972, peu de temps avant son vingtième anniversaire.

## L'après Free
Après avoir quitté Free, Fraser forma le groupe Sharks avec le chanteur Snips, le guitariste Chris Spedding et le batteur Marty Simon. Cependant, malgré l'accueil chaleureux des critiques, Andy Fraser quitta le groupe après la sortie de leur premier album, First Water en 1973.
Il forma alors son propre groupe Andy Fraser Band, un trio en compagnie de Kim Turner à la batterie et de Nick Judd aux claviers. Ils sortirent ensemble deux albums : Andy Fraser Band et In Your Eyes, tous les deux en 1975. Andy Fraser sortit son premier album solo, Fine, Fine Line en 1984. Il joua de la basse en compagnie de son ancien collègue Paul Rodgers lors du festival de Woodstock 1994. Son dernier album, Naked and Finally Free est sorti en 2005.

## Discographie
Free
- [Voir : Free]

Alexis Korner
- 1970 : New Church Both Sides - Live & Studio Recordings - Avec aussi Paul Rodgers
- 1972 : Bootleg him
- 1992 : And ...1961-1972
- 1996 : Blues Unlimited - Best of Alexis Korner
- 1998 : Anthology 1967-1982 Musically Rich...And Famous

Sharks
- 1973 : First Water

Andy Fraser Band
- 1975 : Andy Fraser Band
- 1975 : In Your Eyes

Andy Fraser
- 1984 : Fine Fine Line
- 2005 : Naked... And Finally Free
- 2015 : On Assignment